# Masjid Al Rahim

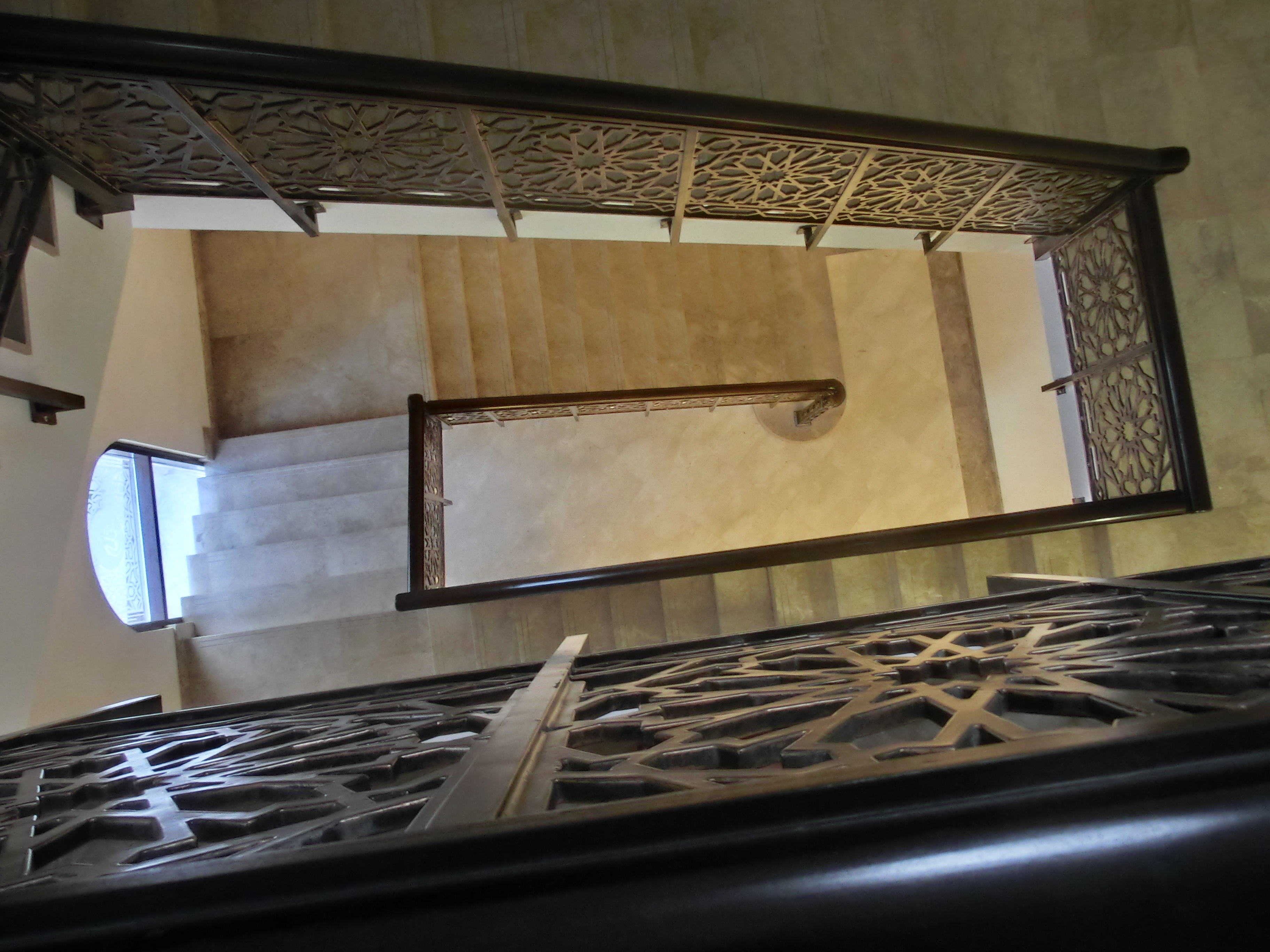
Escaliers menant à la salle de prière des femmes

Masjid al-Rahim ou al-Raheem (arabe : مسجد الرحيم ) est la seule mosquée du quartier de Dubaï Marina.
Masjid signifie mosquée et al-Rahim pourrait être traduit par la clémente ou la miséricordieuse.
La mosquée al-Rahim se trouve pratiquement au point le plus au sud de Dubaï Marina.

## Histoire
La mosquée fut construite à la demande du cheikh Mansour bin Zayed Al Nahyan d'Abu Dhabi, vice-premier ministre des Émirats arabes unis. Sa construction prit entre trois et quatre ans. 
Elle est ouverte au public depuis octobre 2013.

## Architecture

### De l'extérieur
Masjid al-Rahim répond aux critères basiques de l'architecture islamique. Elle comprend un minaret, haute tour d'où l'imam (ou l'auxiliaire de l'imam) appelle à la prière (le rôle du muezzin est ici repris par l'imam). La mosquée est coiffée d'une unique coupole, représentation symbolique de la voute du paradis dans l'architecture islamique. Elle comprend également une ziyada, c'est-à-dire un patio entouré d'une double enceinte.
La façade de la mosquée tournée vers la marina est bordée d'une cascade. Le soir, l'enceinte est illuminée de couleurs blanche et bleue.

### À l'intérieur
La mosquée est composée de deux enceintes :
La première enceinte est majoritairement constituée de la salle de prière consacrée aux hommes dont l'entrée est tournée vers le patio. À l'étage de ce même bloc, se trouve la plus petite salle de prière consacrée aux femmes dont l'entrée s'oriente vers l'extérieur. De leur étage, de loin et à travers une vitre couverte d'un film opaque sablé argenté, les femmes peuvent observer la salle de prière des hommes en contrebas. Les femmes disposent de leur propre salle d'ablution équipée de sièges high-tech avec détecteurs de mouvement. 
La deuxième enceinte comprend trois salles distinctes. La partie tournée vers le patio abrite la grande salle des ablutions pour la toilette des hommes avant prière. Le côté orienté vers l'extérieur (presque comme une partie annexe cachée) abrite une école coranique et une bibliothèque consacrée aux études islamiques, toutes deux au nom de son Altesse Mansour bin Zayed Al Nahyan.

## Fréquentation
Selon l'auxiliaire de l'imam, la mosquée pourrait accueillir jusqu'à 2 000 personnes.
Elle est particulièrement bondée le vendredi entre 11h et 13h (pendant la prière de mi-journée appelée en arabe adh-dhouhr et qui a généralement lieu vers 12h30) et lors des fêtes islamiques particulières telles que l'Eid.
Masjid al-Rahim n'est pas vraiment un lieu touristique (si ce n'est qu'elle est souvent photographiée de l'extérieur) et reste essentiellement un lieu de prière.